# Загоровский, Павел Леонидович
Па́вел Леони́дович Загоро́вский (26 августа 1892, с. Пенизевичи, Радомысльский уезд, Киевская губерния — 27 ноября 1952, Воронеж) — психолог, доктор педагогических наук, профессор Воронежского пединститута, один из основоположников воронежской педагогической школы, специалист в педологии; отец М. П. и В. П. Загоровских.

## Биография
П. Л. Загоровский окончил гимназию в Житомире (1911), а затем в 1915 г. — философское отделение историко-филологического факультета Московского университета. Педагогическую деятельность начал в Скопине, откуда был призван на военную службу и участвовал в боях на фронтах Первой мировой и Гражданской войн. Был офицером Российской императорской армии, а затем, поверив в идеалы революции, вступил в Красную армию, служил полковым адъютантом.
После демобилизации с 1920 г. по 1923 г. П. Л. Загоровский жил в Курске, преподавал в Военной школе командного состава и Курском институте народного образования. В 1923 г. с семьей переехал в Воронеж и начал преподавательскую деятельность на педагогическом факультете Воронежского государственного университета (ВГУ). С 1923 по 1927 гг. был преподавателем, затем в 1927—1931 гг. доцентом педагогического факультета ВГУ.
В 1931 г. П. В. Загоровский возглавил созданную в Воронежском государственном университете кафедру педологии и руководил ею все годы её существования. После преобразования факультета в самостоятельный институт (1931) стал профессором Воронежского государственного педагогического института (ВГПИ). С 1939 г. по 1947 г. — заместитель директора по научной и учебной работе ВГПИ.
Похоронен на Коминтерновском кладбище.

## Научные труды
Результаты научных разысканий П. Л. Загоровского были представлены более чем в 50 трудах, в том числе монографиях и учебных пособиях, изданных в Москве. В ряду наиболее известных работ ученого можно отметить следующие:
- «К вопросу об изучении детских коллективов и поведения детей в коллективе» (1926),
- «О так называемой негативной фазе в подростничестве» (1928),
- «Второе школьное детство и особенности его социального поведения» (1929),
- «Основные направления в современной психологии юности» (1929),
- «Особенности поведения первого школьного детства» (1930),
- «Тесты характера» (1930),
- «Педагогическая работа в яслях» (1934) и др.[1]

## Любопытные факты
Дружил с поэтом О. Э. Мандельштамом, который называл П. Л. Загоровского «бархатным профессором».